# Союз-37
«Союз-37» — пилотируемый космический полет транспортного пилотируемого космического корабля Союз на орбитальную станцию Салют 6. Это был шестой космический полет организованный в рамках международной программы космических Интеркосмос и первый с участием космонавта — гражданина СРВ.

## Параметры полёта
- Масса аппарата — 6,8 т.
- Наклонение орбиты — 51,64°.
- Период обращения — 89,12 (91,38) мин.
- Перигей — 197,8(345) км.
- Апогей — 293,1(358,2) км.

## Экипаж старта
- Командир — Горбатко, Виктор Васильевич (3)
- Космонавт-исследователь — Фам Туан (Phạm Tuân) (1) (Вьетнам)

## Дублирующий экипаж
- Командир — Быковский, Валерий Фёдорович
- Космонавт-исследователь — Буй Тхань Льем (Bùi Thanh Liêm) (Вьетнам)

## Экипаж при приземлении
- Командир — Попов, Леонид Иванович
- Бортинженер — Рюмин, Валерий Викторович

## Описание полёта

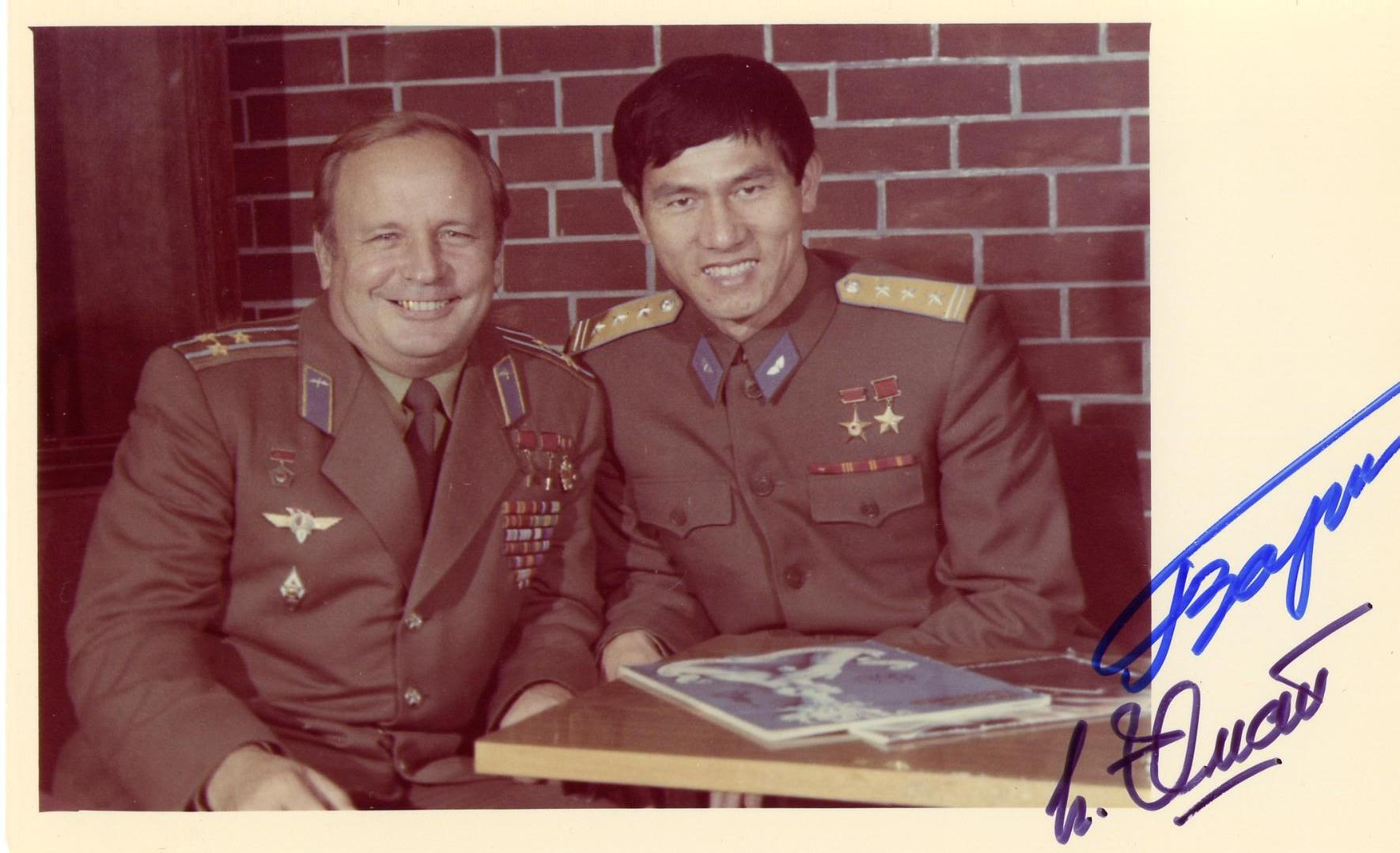
Виктор Горбатко и Фам Туан

Пуск произошёл 23 июля 1980 года в 18:33:00 с космодрома Байконур в Казахстане.В это время на станции «Салют-6» работал четвёртый основной экипаж — Леонид Попов и Валерий Рюмин. В 20 часа 2 минуты произошла стыковка на орбите с орбитальным комплексом.
Горбатко и Фам Туан вернулись на Землю на корабле «Союз-36».
Спускаемая капсула корабля Союз-37 использовалась для приземления Поповым и Рюминым.

### Достижения
- Седьмая экспедиция посещения орбитальной научной станции «Салют-6».
- Шестой международный полёт по программе «Интеркосмос».
- Впервые в космосе космонавт из Вьетнама и из Азии.

## Научные эксперименты
Во время пребывания корабля Союз-37 в составе станции Салют-6 были проведены следующие эксперименты:

### Азола
Цель эксперимента, названного «Азола»,- получение данных о влиянии невесомости на процессы роста и развития, а также морфологическую структуру высшего растения азолы пиннаты.

### Кровообращение
Целью этого Комплекса экспериментов было изучения влияния космической среды на кровообращение человека. Являлся продолжением эксперимента Пневматик.

### Биосфера-В
В эксперименте Биосфера-В (где В означает Вьетнам) ставилась задача получения информации с помощью визуально-инструментальных наблюдений о биосфере, изучения динамики долговременных природных процессов, проведения работ в интересах геологии, океанологии и метеорологии. Эксперимент Биосфера-В являлся продолжением эксперимента Биосфера и Биосфера-М проведённого экипажем корабля Союз-31 и Союз-36 соответственно.

#### Научная подготовка эксперимента
- Центр космических исследований.
- Государственный научно-исследовательский и производственный центр «Природа».
- Институт космических исследований АН СССР.

### Имитатор
Цель экспериментов — измерение температур в разных точках нагревательной камеры установки «Кристалл».
- Институт физики
- Университет им. Мартина Лютера
- Институт электроники
- Университет им. А. Гумбольдта
- Институт космических исследований АН СССР.

### Дыхание
Целью эксперимента являлось исследование состояние дыхания космонавтов с помощью аппарата Пневмо-тест-78.

### Контраст
Целью эксперимента «Контраст» являлось определение качественных и количественных изменений передаточной функции атмосферы в районах крупных городов и промышленных центров где неизбежно существенное загрязнение воздушного бассейна.

### Экватор
В эксперименте «Экватор» проводилось наблюдение экваториальных дуг в определённом слое ионосферы, свечения верхней атмосферы в районе экватора.

### Полюс
Исследование вертикальной структуры основных эмиссионных линий в полярных сияниях было главной целью эксперимента «Полюс».

### Эмиссия
Исследование распределения основных эмиссионных линий в спектре собственного свечения атмосферы земли проводилось в эксперименте «Эмиссия».

### Свечение
В эксперименте «Свечение» проводилось наблюдение свечения в районах средних широт.

### Халонг
эксперимент Халонг разделялся на пять частей.

#### Халонг-1
Цель эксперимента «Халонг-1» изучение влияния условий кристаллизации на структурные и физические свойства, в первую очередь на термоэлектрические при условии направленной кристаллизации твердых растворов системы висмут-сурьма-теллур.

##### Научная подготовка эксперимента
- Национальный центре научных исследований СРВ.
- Институт космических исследований АН СССР.

#### Халонг-2 и Халонг-3
В ходе эксперимента «Халонг-2» и «Халонг-3» проводилось выращивание цилиндрических полупроводниковых монокристаллов с заданной кристаллографической ориентацией твердого раствора соединения висмут-сурьма-теллур.

##### Научная подготовка эксперимента
- Институт физики
- Университет им. Мартина Лютера
- Институт электроники
- Институт космических исследований АН СССР.

#### Халонг-4 и Халонг-5
В опытах «Халонг-4» и «Халонг-5» выращивались монокристаллы полупроводникового материала фосфида галлия с различным содержанием примесей.

##### Научная подготовка эксперимента
- Национальный центре научных исследований СРВ.
- Институт космических исследований АН СССР.

### Обмен Веществ
Цель эксперимента «Обмен веществ» ставилось изучение характера обменных процессов и состояния основных регуляторных систем организма человека в условии космической среды.

### Анкета
Цель эксперимента Анкета-изучение симптомов вестибулярных расстройств организма космонавтов, возникающих в условиях космического полета, и попытка выявить связь этих расстройств с чувствительностью к вестибулярным раздражителям в земных условиях.

## СМИ
Полет международного экипажа с участием граждан Советского Союза и Социалистического Вьетнама является ярким примером братской дружбы и тесного сотрудничества между народами СССР и СРВ. В этом достижении отражается единство интересов и целей всех стран социалистического содружества

— ТАСС 23 июля 1980 года